# Association pour le droit à l'initiative économique
L’Association pour le droit à l'initiative économique (Adie) est une association loi de 1901 française fondée par l'économiste franco-polonaise Maria Nowak en 1988.
L'association facilite l'accès au système bancaire aux personnes exclues du système traditionnel, afin de créer leur propre entreprise et leur propre emploi grâce au microcrédit accompagné. L'Adie est présente sur le territoire français métropolitain ainsi que dans les Outre-mer.

## Historique

### Origines
En décembre 1988, Maria Nowak, inspirée par sa rencontre avec Muhammad Yunus, fondateur de la Grameen Bank au Bangladesh, créée l’Adie, première expérience de microcrédit en Europe occidentale. Faute d’avoir obtenu le soutien des pouvoirs publics et de grandes organisations non gouvernementales, qu’elle a sollicités, elle fonde l’Adie sous forme associative, sans moyens financiers.
Depuis janvier 2005, l'association est reconnue d'utilité publique,,.

### Évolutions du cadre
En avril 2002, le code monétaire et financier autorise les associations de microcrédit dûment habilitées à emprunter pour prêter.
En 2009, le régime de l’autoentrepreneur est créé apportant de la simplicité et de la prévisibilité aux entrepreneurs les plus modestes.

### Bénéficiaires
L'Adie accompagne toute personne dont le projet n’a pas accès au système bancaire classique. Notamment pour la création et le développement d'entreprises créées ou reprises par des chômeurs ou titulaires de minima sociaux.

## Activité
En 2022, l’Adie a prêté 164 millions d'euros à 33 413 personnes, sous forme de microcrédits ou de prêts apport en capital et a financé 26 317 entreprises dont 16 314 créateurs d’entreprise. Parmi les entrepreneurs financés en 2022, 21 % habitent en quartiers prioritaires de la politique de la ville et 32 % ont moins de 30 ans.
Fin 2013, 100 000 microcrédits ont été délivrés, 100 000 emplois créés grâce aux prêts accordés en France et 94 % des crédits ont été remboursés.
Fin 2017, l'association a accordé, depuis sa création, plus de 300 000 crédits.

## International
Cette section ne s'appuie pas, ou pas assez, sur des sources secondaires ou tertiaires indépendantes du sujet. Le texte peut contenir des analyses inexactes ou inédites de sources primaires.
Pour l'améliorer, ajoutez-en, ou placez des modèles {{Source secondaire souhaitée}} ou {{Source secondaire nécessaire}} sur les passages mal sourcés. (septembre 2023)
L’Adie crée en 2003 le Réseau Européen de la microfinance.

## Directions

### Présidences
- Maria Nowak : 1988 - 2011[1],[15]
- Catherine Barbaroux : 2011[1] - 2016[16]
- Frédéric Lavenir : 2016[16] - 2023

### Directions générales
- Emmanuel Landais[16]